# واکنش سگ خشمگین

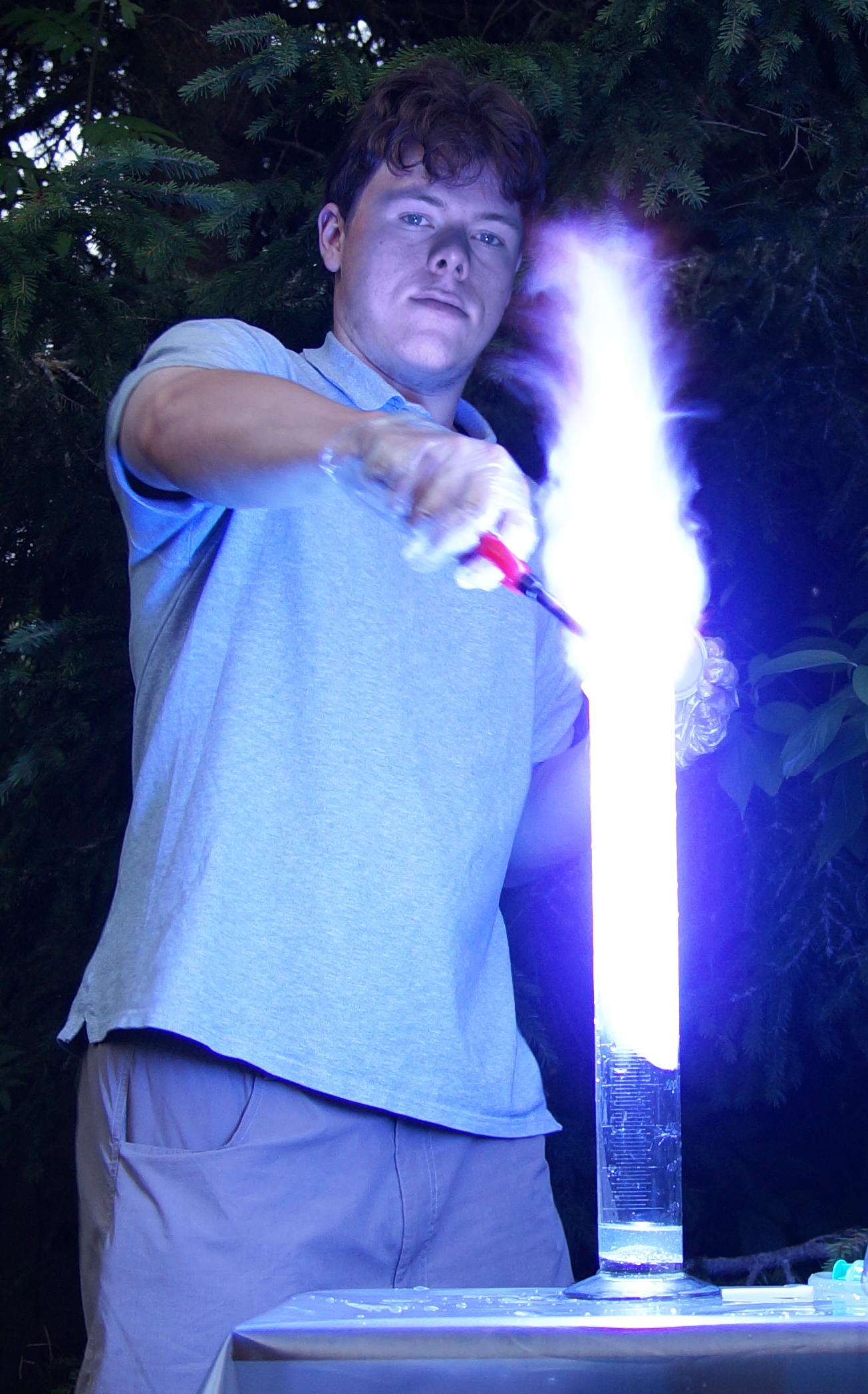
واکنش سگ خشمگین

واکنش سگ خشمگین(به انگلیسی: Barking dog reaction) یک واکنش شیمیایی گرماده از نوع احتراق است که طی آن کربن دی‌سولفید با عامل اکسنده دی نیتروژن مونوکسید واکنش داده و با آزاد کردن گرمای فراوان، گوگرد (به صورت عنصر)، گاز کربن دی اکسید و نیتروژن آزاد می‌کند. این واکنش قرن هاست که شناخته شده است، یوستوس فون لیبیش شیمیدان آلمانی در سال ۱۸۵۳ این آزمایش را برای دانش آموزان خود در کلاس درس انجام داد.
N2O + CS2 →  1/4 S8 + CO2 + 2 N2